# Macrobrachium leptodactylus
Macrobrachium leptodactylus é uma espécie de crustáceo da família Palaemonidae. O único espécime conhecido foi coletado na regência de Bogor, Java, em 1888. Foi declarada oficialmente extinta pela IUCN em 2013.